# Бурмасиги
Бурмасиги (груз. ბურმასიგი; осет. Бурмæсыг — «жёлтая башня») — селение на левом берегу реки Терек в Трусовском ущелье. Находится в Казбегском муниципалитете Грузии.

## История
В селении Бурмашиг до 1944 года проживало 15 дворов фамилии Туаевых. В северной части селения находится бывшая боевая четырехъярусная башня высотой 12 м. Но ещё в дореволюционное время она превратилась в святилище и стала именоваться дзуар-машиг. Прямо над входом висит колокольчик, внутри резные пенальчики для «святых» предметов; иконы — одна печатная начала XX века, две рукописные конца XIX — начала XX вв. Последние написаны маслом на грунтованном картоне. Из других предметов следует указать на две старинные рюмки, пулю от шомпольного ружья и керенские деньги — купюра в 100 000 руб. В ауле находится также полуразрушенный ганах Туаевых. Высота башни — 6 м.